# Aberto do Canadá Feminino de Golfe
O Aberto do Canadá Feminino de Golfe é um torneio profissional feminino de golfe administrado por Golf Canada e faz parte do Circuito LPGA.

## Vencedoras[1]
| Ano  | Golfista           | Tacadas |
| ---- | ------------------ | ------- |
| 1973 | Jocelyne Bourassa  | 214     |
| 1974 | Carole Jo Skala    | 208     |
| 1975 | JoAnne Carner      | 214     |
| 1976 | Donna Caponi       | 212     |
| 1977 | Judy Rankin        | 212     |
| 1978 | JoAnne Carner      | 278     |
| 1979 | Amy Alcott         | 285     |
| 1980 | Pat Bradley        | 277     |
| 1981 | Jan Stephenson     | 278     |
| 1982 | Sandra Haynie      | 280     |
| 1983 | Hollis Stacy       | 277     |
| 1984 | Juli Inkster       | 279     |
| 1985 | Pat Bradley        | 278     |
| 1986 | Pat Bradley        | 276     |
| 1987 | Jody Rosenthal     | 272     |
| 1988 | Sally Little       | 279     |
| 1989 | Tammie Green       | 279     |
| 1990 | Cathy Johnston     | 276     |
| 1991 | Nancy Scranton     | 279     |
| 1992 | Sherri Steinhauer  | 277     |
| 1993 | Brandie Burton     | 277     |
| 1994 | Martha Nause       | 279     |
| 1995 | Jenny Lidback      | 280     |
| 1996 | Laura Davies       | 277     |
| 1997 | Colleen Walker     | 278     |
| 1998 | Brandie Burton     | 270     |
| 1999 | Karrie Webb        | 277     |
| 2000 | Meg Mallon         | 282     |
| 2001 | Annika Sörenstam   | 272     |
| 2002 | Meg Mallon         | 284     |
| 2003 | Beth Daniel        | 276     |
| 2004 | Meg Mallon         | 270     |
| 2005 | Meena Lee          | 279     |
| 2006 | Cristie Kerr       | 276     |
| 2007 | Lorena Ochoa       | 268     |
| 2008 | Katherine Hull     | 277     |
| 2009 | Suzann Pettersen   | 269     |
| 2010 | Michelle Wie       | 276     |
| 2011 | Brittany Lincicome | 275     |
| 2012 | Lydia Ko           | 275     |
| 2013 | Lydia Ko           | 265     |
| 2014 | So Yeon Ryu        | 265     |
| 2015 | Lydia Ko           | 276     |